# Polythrena pallida
Polythrena pallida är en fjärilsart som beskrevs av Alexander Michailovitsch Djakonov 1929. Polythrena pallida ingår i släktet Polythrena och familjen mätare. Inga underarter finns listade i Catalogue of Life.